# NGC 422
NGC 422 是小麦哲伦星系杜鹃座的一個星系以及疏散星团。它由約翰·赫歇爾於1835年9月21日在好望角皇家天文台发现。約翰·路易·埃米爾·德雷耳表示該天體非常暗。